# Джейлен Роуз
Джейлен Ентоні Роуз (англ. Jalen Anthony Rose, нар. 30 січня 1973, Детройт, Мічиган, США) — американський професіональний баскетболіст, що грав на позиціях легкого форварда і атакувального захисника за низку команд НБА. По завершенні кар'єри — аналітик на каналі ESPN.

## Ігрова кар'єра

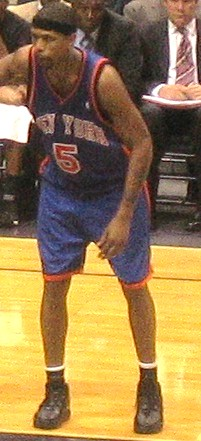
Роуз у складі «Нью-Йорк Нікс», 2006

Починав грати у баскетбол у команді Південно-західної Детройтської старшої школи (Детройт, Мічиган). На університетському рівні грав за команду Мічиган (1991–1994), де був частиною так званої «Блискучої п'ятірки» (Fab Five) — команди, яка складалася з першокурсників, та яка двічі поспіль грала у фіналі турніру NCAA 1992 та 1993 року. Граючи у складі разом з Крісом Веббером, Джуваном Говардом, Джиммі Кінгом та Реєм Джексоном, був найрезультативнішим гравцем команди та її лідером.
1994 року був обраний у першому раунді драфту НБА під загальним 13-м номером командою «Денвер Наггетс». Захищав кольори команди з Денвера протягом наступних 2 сезонів.
З 1996 по 2002 рік грав у складі «Індіана Пейсерз», куди перейшов разом з Реджі Вільямсом в обмін на Марка Джексона, Рікі Пірса та драфт-пік першого раунду. Допоміг команді тричі поспіль пробитися до фіналу Східної конференції та до фіналу НБА 2000 року.
2002 року перейшов до «Чикаго Буллз», у складі якої провів наступні 2 сезони своєї кар'єри.
Наступною командою в кар'єрі гравця була «Торонто Репторз», за яку він відіграв 2 сезони.
3 лютого 2006 року був обміняний до «Нью-Йорк Нікс». 30 жовтня був відрахований з команди.
Останньою ж командою в кар'єрі гравця стала «Фінікс Санз», до складу якої він приєднався 7 листопада 2006 року і за яку відіграв один сезон.

## Статистика виступів в НБА

### Регулярний сезон
| Сезон             | Команда           | GP  | GS  | MPG  | FG%  | 3P%  | FT%  | RPG | APG | SPG | BPG | PPG  |
| ----------------- | ----------------- | --- | --- | ---- | ---- | ---- | ---- | --- | --- | --- | --- | ---- |
| 1994–95           | «Денвер Наггетс»  | 81  | 37  | 22.2 | .454 | .316 | .739 | 2.7 | 4.8 | .8  | .3  | 8.2  |
| 1995–96           | «Денвер Наггетс»  | 80  | 37  | 26.7 | .480 | .296 | .690 | 3.3 | 6.2 | .7  | .5  | 10.0 |
| 1996–97           | «Індіана Пейсерз» | 66  | 6   | 18.0 | .456 | .292 | .750 | 1.8 | 2.3 | .9  | .3  | 7.3  |
| 1997–98           | «Індіана Пейсерз» | 82  | 0   | 20.8 | .478 | .342 | .728 | 2.4 | 1.9 | .7  | .2  | 9.4  |
| 1998–99           | «Індіана Пейсерз» | 49  | 1   | 25.3 | .403 | .262 | .791 | 3.1 | 1.9 | 1.0 | .3  | 11.1 |
| 1999–00           | «Індіана Пейсерз» | 80  | 80  | 37.2 | .471 | .393 | .827 | 4.8 | 4.0 | 1.1 | .6  | 18.2 |
| 2000–01           | «Індіана Пейсерз» | 72  | 72  | 40.9 | .457 | .339 | .828 | 5.0 | 6.0 | .9  | .6  | 20.5 |
| 2001–02           | «Індіана Пейсерз» | 53  | 53  | 36.5 | .444 | .356 | .839 | 4.7 | 3.7 | .8  | .5  | 18.5 |
| 2001–02           | «Чикаго Буллз»    | 30  | 30  | 40.5 | .470 | .370 | .839 | 4.1 | 5.3 | 1.1 | .5  | 23.8 |
| 2002–03           | «Чикаго Буллз»    | 82  | 82  | 40.9 | .406 | .370 | .854 | 4.3 | 4.8 | .9  | .3  | 22.1 |
| 2003–04           | «Чикаго Буллз»    | 16  | 14  | 33.1 | .375 | .426 | .765 | 4.0 | 3.5 | .8  | .3  | 13.3 |
| 2003–04           | «Торонто Репторз» | 50  | 50  | 39.4 | .410 | .311 | .822 | 4.0 | 5.5 | .8  | .4  | 16.2 |
| 2004–05           | «Торонто Репторз» | 81  | 65  | 33.5 | .455 | .394 | .854 | 3.4 | 2.6 | .8  | .1  | 18.5 |
| 2005–06           | «Торонто Репторз» | 46  | 22  | 26.9 | .404 | .270 | .765 | 2.8 | 2.5 | .4  | .2  | 12.1 |
| 2005–06           | «Нью-Йорк Нікс»   | 26  | 23  | 28.7 | .460 | .491 | .812 | 3.2 | 2.6 | .4  | .1  | 12.7 |
| 2006–07           | «Фінікс Санз»     | 29  | 0   | 8.5  | .442 | .447 | .917 | 3.6 | 2.5 | .2  | .1  | 3.7  |
| Усього за кар'єру | Усього за кар'єру | 923 | 572 | 30.3 | .443 | .355 | .801 | 3.5 | 3.8 | .8  | .3  | 14.3 |

### Плей-оф
| Сезон             | Команда           | GP | GS | MPG  | FG%  | 3P%  | FT%   | RPG | APG | SPG | BPG | PPG  |
| ----------------- | ----------------- | -- | -- | ---- | ---- | ---- | ----- | --- | --- | --- | --- | ---- |
| 1995              | «Денвер Наггетс»  | 3  | 3  | 33.0 | .464 | .250 | .600  | 3.7 | 6.0 | 1.0 | .7  | 10.0 |
| 1998              | «Індіана Пейсерз» | 15 | 0  | 19.5 | .480 | .375 | .741  | 1.8 | 1.9 | .7  | .4  | 8.1  |
| 1999              | «Індіана Пейсерз» | 13 | 0  | 27.3 | .442 | .348 | .824  | 2.4 | 2.5 | 1.0 | .4  | 12.2 |
| 2000              | «Індіана Пейсерз» | 24 | 23 | 41.9 | .437 | .429 | .805  | 4.4 | 3.4 | .7  | .5  | 20.8 |
| 2001              | «Індіана Пейсерз» | 4  | 4  | 41.0 | .380 | .313 | 1.000 | 4.5 | 2.8 | 1.5 | .3  | 18.0 |
| 2007              | «Фінікс Санз»     | 1  | 0  | 9.0  | .250 | .000 | .000  | 1.0 | 2.0 | .0  | .0  | 2.0  |
| Усього за кар'єру | Усього за кар'єру | 59 | 30 | 31.9 | .438 | .385 | .801  | 3.2 | 2.9 | .8  | .4  | 14.6 |

## Кар'єра після НБА
Вперше спробував себе у ролі коментатора на телебаченні у 2006 році, коли брав участь у включеннях з майданчика під час матчів плей-оф для телеканалу TNT. 2007 року вже на постійній основі працював коментатором на ESPN.
2000 року заснував благодійну організацію Jalen Rose Foundation/Charitable Fund, яка видавала гранти для неприбуткових організацій. Гранти спрямовуються на спортивні та освітні програми Детройта.
2011 року відкрив Jalen Rose Leadership Academy — безкоштовну громадську старшу школу в Детройті, в якій навчається близько 400 учнів.

## Особисте життя
Мати Джейлена назвала його на честь батька Джеймса та дядька Леонарда, поєднавши їх імена в одне ціле. Батько — Джиммі Вокер був першим номером на драфті 1967 року.
Має трьох дітей — двох дочок та сина.